# Vivy -Fluorite Eye’s Song-

《Vivy -Fluorite Eye's Song-》(와이와이 -플로 라이트 아이'즈 송-)은 위트 스튜디오에서 제작한 일본의 애니메이션이다. 2021년 4월부터 6월까지 방영되었다.
본 작품은 라이트 노벨인 「Re:제로부터 시작하는 이세계 생활」 을 집필한 나가츠키 탓페이와 그 애니메이션화 작품에서 각본을 일부 담당한 우메하라 에이지가, 공동으로 원안 · 시리즈 구성 · 오리지널 애니메이션 작품. AI와 노래 두 가지를 주제로 서로 다른 사명을 가진 두 명의 AI를 중심으로 한 SF 휴먼 드라마가 그려진다.

## 같이 보기
- 기술적 특이점